# Cintura magmatica trans-scandinava
     Rocce dell'Archeano dei domini della Karelia, della provincia di Belomorian e di Kola
     Rocce del Proterozoico dei domini della Karelia e Kola
     Orogenesi svecofennide
     Cintura magmatica trans-scandinava
     Orogenesi timanide
     Orogenesi sveconorvegese inclusa la Western Gneiss Region
     Pieghe da sovrascorrimento dell'orogenesi caledoniana

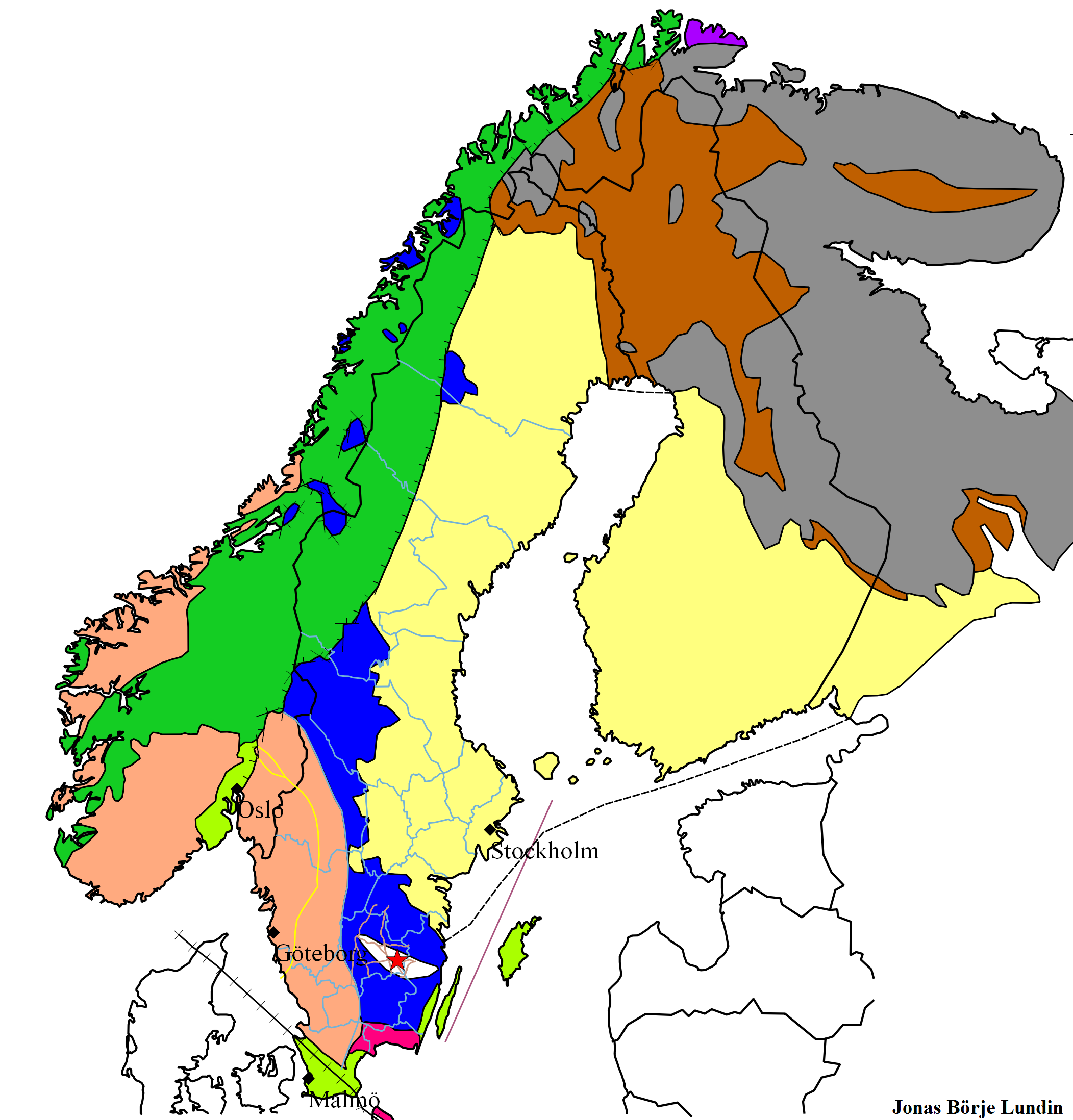
Mappa geologica della Fennoscandia.
Rocce dell'Archeano dei domini della Karelia, della provincia di Belomorian e di Kola
Rocce del Proterozoico dei domini della Karelia e Kola
Orogenesi svecofennide
Cintura magmatica trans-scandinava
Orogenesi timanide
Orogenesi sveconorvegese inclusa la Western Gneiss Region
Pieghe da sovrascorrimento dell'orogenesi caledoniana

La cintura magmatica trans-scandinava (in lingua svedese: Transskandinaviska magmatiska bältet) è una delle maggiori unità litologiche dello Scudo baltico. Consiste di una serie di batoliti in Svezia e Norvegia che formano una cintura lunga circa 1400 km, che si estende dalle Isole Lofoten, in Norvegia, a nord fino a Blekinge, in Svezia, a sud.
Le rocce della cintura trans-scandinava si sono solidificate dal magma tra 1810 e 1650 milioni di anni fa nel corso del Mesoproterozoico. La cintura magmatica si è probabilmente formata in un contesto geologico simile a quello della cintura vulcanica delle Ande, implicando che un tempo era parallela a un margine convergente. La cintura fu identificata per la prima volta negli anni 1980 e indicata inizialmente come cintura granito-porfirica trans-scandinava. L'attuale denominazione fu introdotta per la prima volta nel 1987.

## Estensione
La cintura magmatica trans-scandinava si presenta come una cintura lunga circa 1400 km che si estende dalle Isole Lofoten, in Norvegia, a nord fino a Blekinge, in Svezia, a sud. Le porzioni settentrionali della cintura sono coperte da tavolati dell'orogenesi caledoniana, ma affiorano in alcune finestre tettoniche, come a Rombak e Nasafjället. In aggiunta, alcuni dei tavolati caledoniani sono costituiti da rocce della cintura magmatica. La cintura continua al di sotto della piattaforma dell'Europa orientale, attraverso il Mar Baltico, fino alla Polonia nordorientale e all'Oblast' di Kaliningrad.

## Cronologia
I plutoni della cintura si sono formati in varie fasi tra 1810 e 1650 milioni di anni fa; le rocce più antiche si sono sovrapposte a quelle dell'Orogenesi svecofennide, mentre quelle più giovani si sono sovrapposte alle deformazioni e metamorfismo dell'orogenesi Gothian.
Nella cintura magmatica trans-scandinava (in lingua inglese: Transscandinavian Igneous Belt e abbreviata in TIB) si riconoscono tre distinti periodi di attività magmatica denominati TIB 1 (1813–1766 milioni di anni fa), TIB 2 (1723–1691 milioni di anni fa) and TIB 3 (1681–1657 milioni di anni fa). Questa suddivisione però esclude le rocce più giovani formatesi 1450 milioni di anni fa.
Alcune centinaia di milioni di anni dopo la sua formazione, la cintura fu soggetta alla deformazione, tettonica e metamorfismo dell'orogenesi sveconorvegese avvenuta tra 1100 e 990 milioni di anni fa.

## Litologia, petrologia e geochimica
I granitoidi della cintura magmatica trans-scandinava sono ricchi in metalli alcalini (in particolare sodio e potassio)  e hanno una tessitura porfirica. Non tutte le rocce presentano un carattere puramente alcalino, in quanto alcune evidenziano un chimismo di tipo calcalino.
Nella cintura sono presenti inoltre anche minori quantitativi di intrusioni mafiche.